# Piatijatski
Piatijatski (del ruso: Пятихатский) es un jútor del raión de Ust-Labinsk del krai de Krasnodar de Rusia. Está situado en la orilla izquierda del río Zelenchuk Vtorói, afluente del Kubán, 26 km al nordeste de Ust-Labinsk y 81 km al nordeste de Krasnodar, la capital del krai. Tenía 97 habitantes en 2010.
Pertenece al municipio Aleksándrovskoye.